# Гаплогруппа HV
В популяционной генетике человека гаплогруппой HV называют одну из гаплогрупп, выявленных при анализе последовательности митохондриальной ДНК (mtDNA). Гаплогруппа pre-HV или R0, распространённая на Ближнем Востоке, особенно в Аравии, а также в Эфиопии и Сомали, происходит от гаплогруппы R, которая, в свою очередь, отделилась от гаплогруппы N около 40 тыс. лет назад.
Эта гаплогруппа широко распространена в Западной Европе, её носители пришли туда через территорию Кавказа во время периода после последнего ледникового максимума и в неолите.
Параллельные филогеографии редких, но широко распространенных субкладов HV*(xH, V) обнаруживают связь между Апеннинским полуостровом и Южным Кавказом, обусловленную по меньшей мере двумя (после последнего ледникового периода и в эпоху неолита) волнами миграции. HV1b-152 поддерживает северное месопотамское происхождение для линий ашкенази HV1b2. В соответствии с древними находками ДНК, филогенетический анализ HV12 и HV14, двух исключительно азиатских субкладов HV*(xH,V), указывает на миграцию линий, происходящих из Ирана в Южную Азию до и в течение периода неолита.

## Палеогенетика
Анализ ДНК кроманьонца Paglicci-25, жившего в пещере Пальиччи в Южной Италии около 24 тыс. лет назад, показал, что он принадлежал к гаплогруппе HV или её предку — preHV.
HV обнаружена у представителя группы Зальцмюнде (en:Salzmünde group) культуры воронковидных кубков, представителей андроновской культуры, культуры боевых топоров (шнуровой керамики), унетицкой культуры.
HV0 определена у представителя старчево-кришской культуры.
HV1a’b’c определена у энеолитического (4500—3900/3800 гг. до н. э.) образца I1165 из израильской пещеры Пкиин (Peqi’in Cave).
HV6’17 определена у представителя баальбергской культуры из немецкого Кведлинбурга (№ I0559), жившего 3645—3537 лет до н. э., pre-HV и HV — у представителей трипольской культуры.
HV1a2 определили у представителя бабинской культуры (многоваликовой керамики) L112, жившего 3230±70 лет назад.
HV0a определили у неолитического образца NOE002 (5352±32 лет до н. в.) из некрополя Necropoli di Noeddale (коммуна Осси, SS) на Сардинии.
HV0a (n=4), HV16* определили у представителей культуры шаровидный амфор (~4800 л. н.).
HV, HV9 и HV15 определили у представителей культуры колоколовидных кубков из Богемии (2400 лет до н. э.).
HV0a определили у представителя унетицкой культуры I15642 (Czech_EBA_Unetice, 3850 л. н.) из Чехии
HV0a1a определили у образца I18719 эпохи бронзы (Croatia_MBA_LBA, 3200 л. н.) из Хорватии
HV0a определили у образца BRC024 (Broion, not dated, Италия).
HV0 определили у представителя гальштатской культуры DA112 из Чехии (Hallstatt-Bylany, 850—700 гг. до н. э.).
HV определена у представителя кобанской культуры из могильника Заюково-3, расположенного близ села Заюково в Баксанском районе Кабардино-Балкарии (VIII—VII века до н. э.).
HV1a2a, HV1a’b’c, HV1b2, HV21 определены у мумий из Абусира. HV обнаружена у древнеегипетской мумии YM S7 из художественного музея Тартуского университета, датируемой второй половиной 1 тыс. до нашей эры.
HV0j определили у пунического образца ORC002 (2255±22 л. н.) из S’Orcu ‘e Tueri (коммуна Пердасдефогу, NUO) на Сардинии
HV0a определили у представителя латенской культуры I11712 (Slovakia_LIA_LaTene, 2046 л. н.) из Словакии.
HV1a’b’c определили у образца I26766 из Сипара в Хорватии (Croatia_Sipar, 650—800 года, Y-хромосомная гаплогруппа R1a1a1b1a2b3a3a2g2b1~-YP4966).
HV0a определили у образца VK550 из эстонской волости Салме (1250—1150 л. н., корабли Салме).
HV9b* определили у двух викингов — VK53 с острова Готланд и VK170 с острова Мэн.
HV0 и HV0a1 определены у двух обитателей Гнёздова X—XI веков.
HV0a и HV1b выявлены у крестоносцев из Сидона, живших примерно в XI—XIII веках.
HV>HV-b>HV9b определили у мужчины из Рубленого города в Ярославле (индивид № 1 из массового захоронения № 76, 1238 год).
HV2a2 определили у жертвы чумы из иссык-кульского захоронения 1338 года с надгробием на сирийском языке, умершей от Чёрной смерти (Киргизия).
HV>HV0 определили у великой княгини Софьи Палеолог, дочери Ивана III великой княжны Евдокии Ивановны и племянницы Василия III Анастасии Петровны.